# Ascotis
Ascotis är ett släkte av fjärilar som beskrevs av Jacob Hübner, 1825. Ascotis ingår i familjen mätare, Geometridae.

## Dottertaxa tillAscotis, i alfabetisk ordning[1]
- Ascotis acicys Prout, 1925
- Ascotis antelmaria (Mabille, 1893)
- Ascotis fortunata (Blachier, 1887)
  - Ascotis fortunata azorica (Pinker, 1971)
  - Ascotis fortunata flavonigrata (Pinker, 1965)
  - Ascotis fortunata fortunata (Blachier, 1887)
  - Ascotis fortunata wollastoni (Bethune-Baker, 1891)
- Ascotis glaucotoxa (Prout, 1927)
- Ascotis imparata (Walker, 1860)
- Ascotis leucopterata (Poujade, 1891)
- Ascotis margarita Warren, 1894
  - Ascotis margarita margarita Warren, 1894
  - Ascotis margarita molynta Prout, 1929
- Ascotis reciprocaria (Walker, 1860)
- Ascotis selenaria ([Denis & Schiffermüller], 1775), stäpplavmätare
  - Ascotis selenaria artemis (Staudinger, 1897)
  - Ascotis selenaria cretacea (Butler, 1879)
  - Ascotis selenaria eugrapha Herbulot, 1985
  - Ascotis selenaria ijimai Inoue, 1955
  - Ascotis selenaria kaolina (Bryk, 1949)
  - Ascotis selenaria selenaria ([Denis & Schiffermüller], 1775)
- Ascotis sordida Warren, 1894
- Ascotis terebraria (Guenée, 1862)

## Bildgalleri

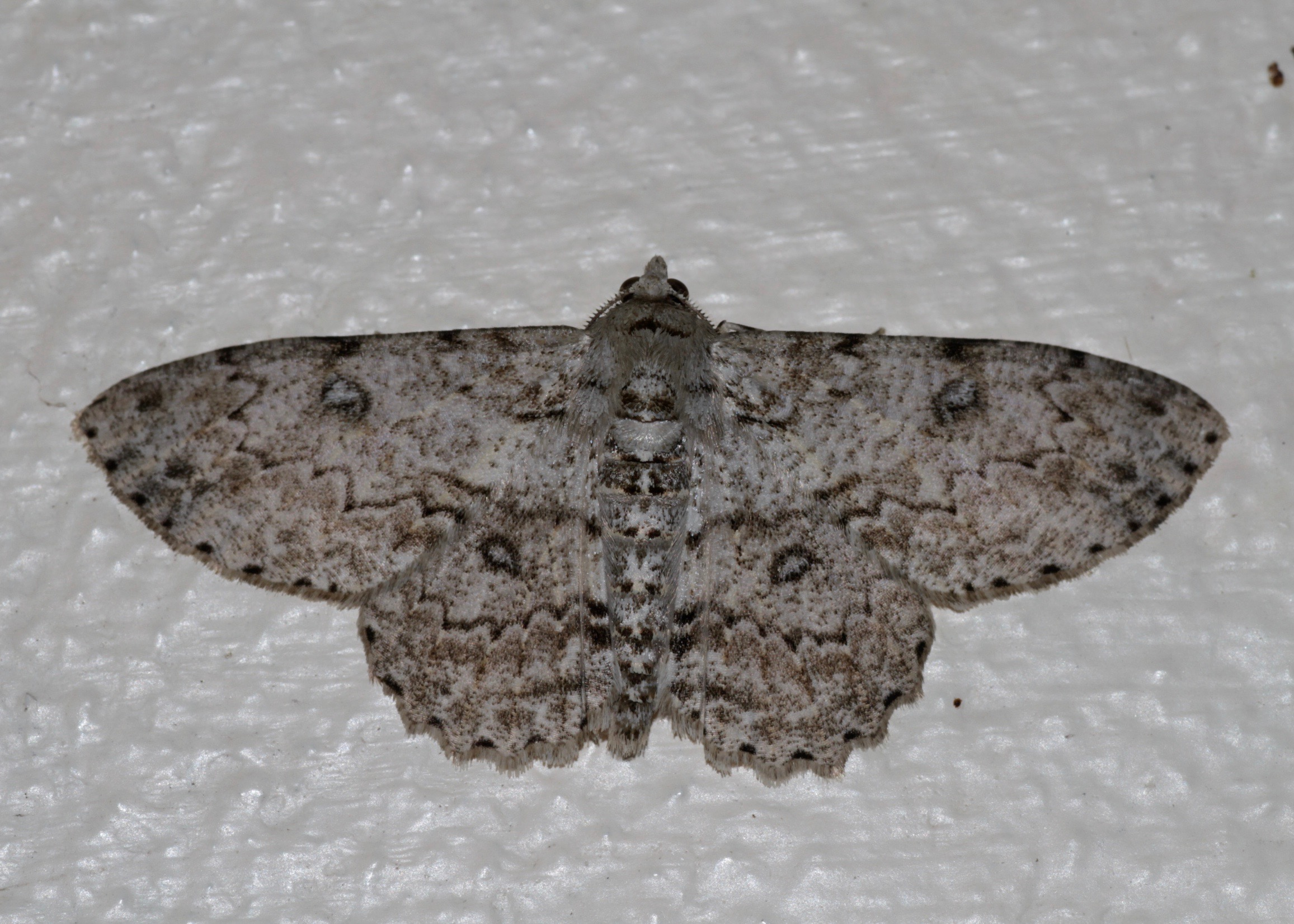
Ascotis reciprocaria
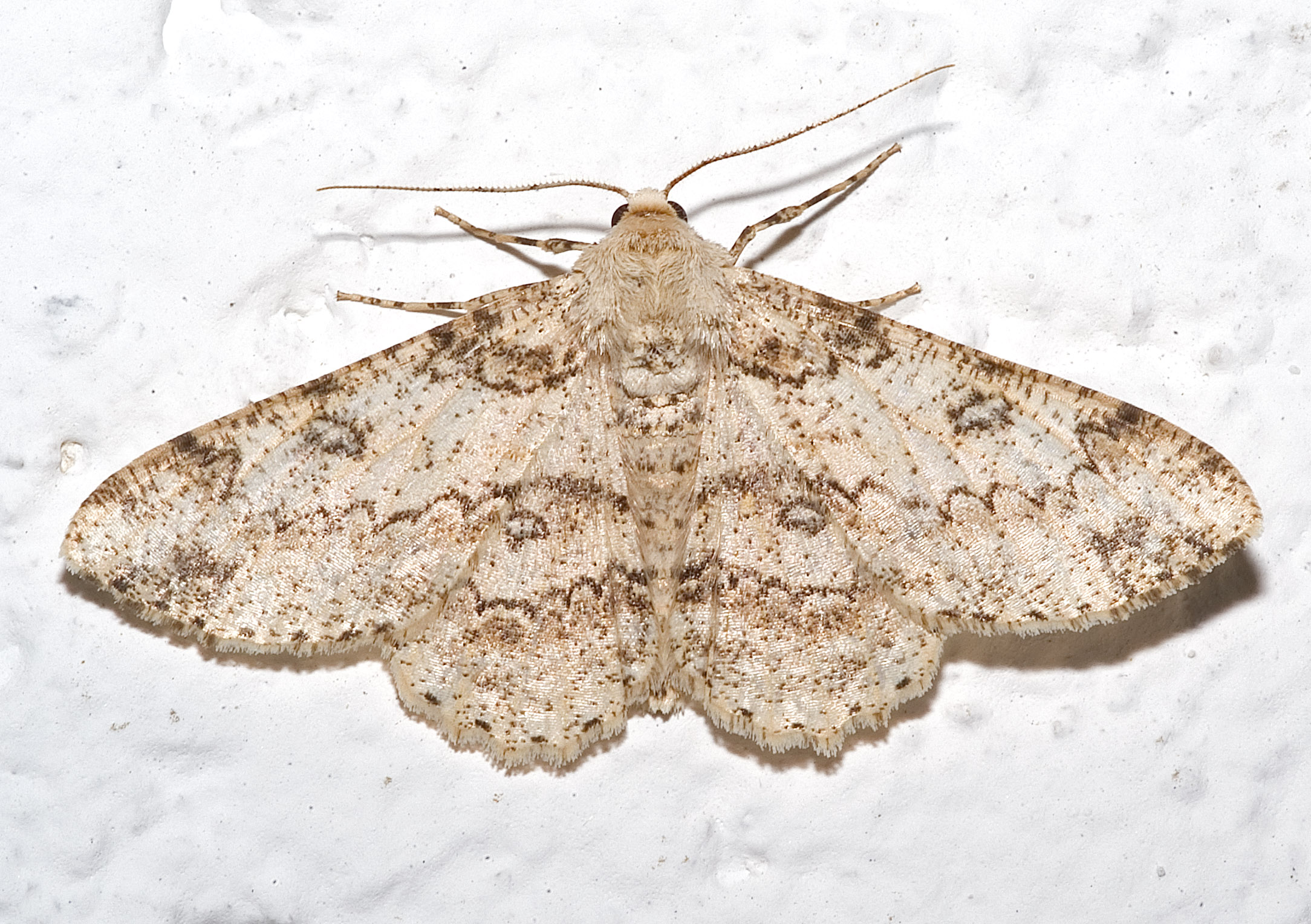
Stäpplavmätare, Ascotis selenaria